# Kusanovec
Kusanovec – wieś w Chorwacji, w żupanii zagrzebskiej, w gminie Brckovljani. W 2011 roku liczyła 49 mieszkańców.